# Beth-Shalom-Synagoge (Athen)

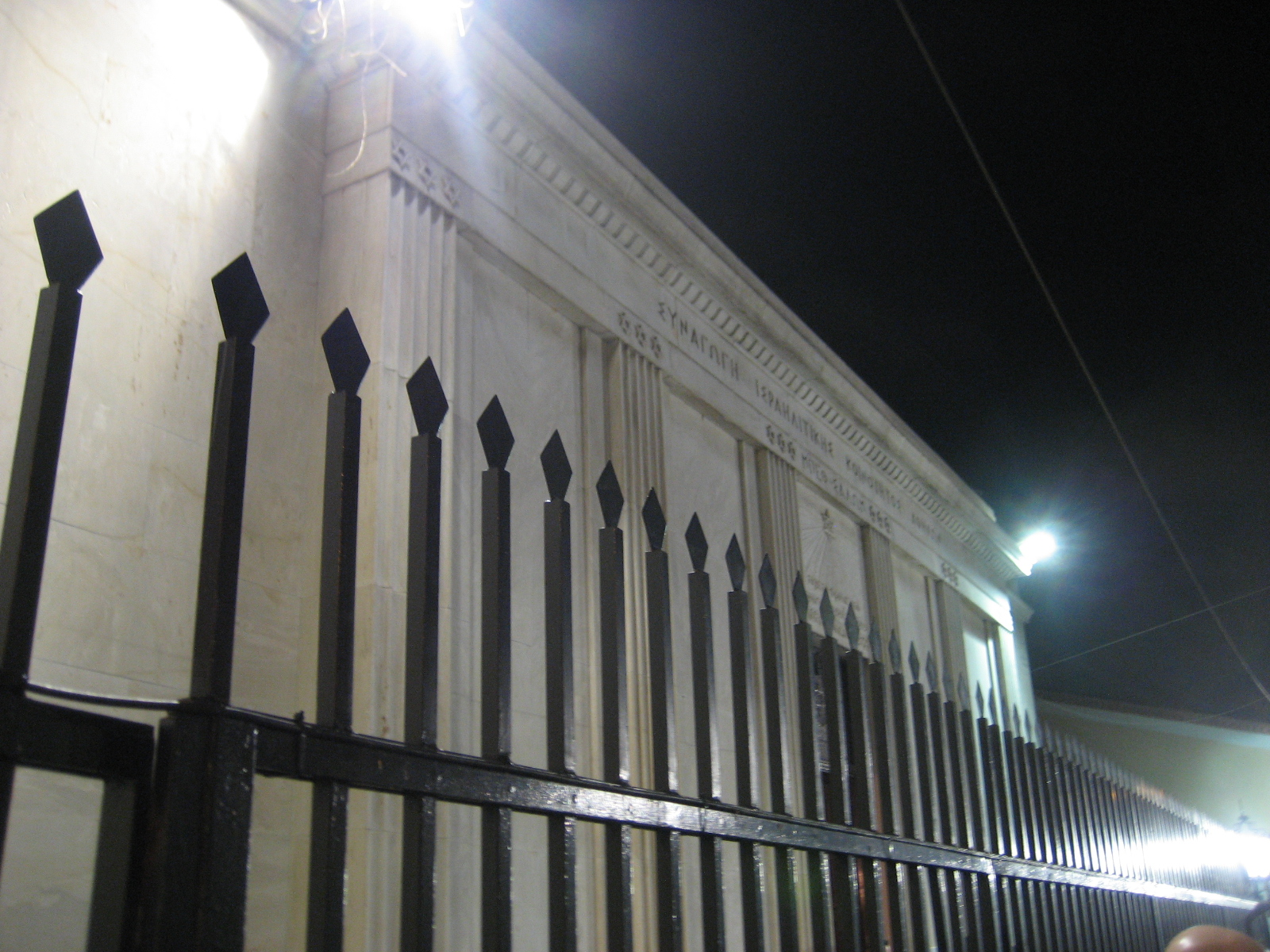
Außenansicht der Beth-Shalom-Synagoge

Die Beth-Shalom-Synagoge in Athen ist die Hauptsynagoge der griechischen Hauptstadt, in der mit etwa 3000 Personen auch die größte Gruppe von Juden in Griechenland lebt. „Beth Shalom“ ist hebräisch und bedeutet „Haus des Friedens“. Die Synagoge ist 400 m² groß und fasst etwa 550 Personen. Ihr gegenüber in derselben Straße befindet sich die zweite Synagoge der Stadt, die Ioanniotiki-Synagoge.

## Geschichte
Die Synagoge wurde 1935 von der sephardischen Gemeinde von Athen errichtet. Der Innenausbau wurde erst 1951 abgeschlossen. Während der italienischen bzw. deutschen Besetzung Athens im Zweiten Weltkrieg war es der Gemeinde nicht möglich, ihr Gotteshaus zu nutzen. Da Athen ursprünglich in der italienischen und erst später in der deutschen Besatzungszone lag, hatten die Juden der Stadt – deren Anzahl sich durch Flüchtlinge aus dem nördlichen, deutsch besetzten Griechenland stark vergrößert hatte – unterstützt durch die griechisch-orthodoxe Kirche während des Holocausts bessere Überlebenschancen als die Juden anderer Länder unter der Nazi-Herrschaft. Im März 1944 unternahmen die deutschen Besatzer jedoch eine Razzia in der Synagoge und verschleppten etliche Gemeindemitglieder. An ihr Schicksal erinnert eine Bronzetafel im Inneren der Synagoge.
1975 wurde Beth Shalom renoviert.